# Soi (Sprache)
Soi (persisch:سوي) oder Sohi (سوهی) ist eine der zentraliranischen Sprachen, die 7030 Sprecher hat. Sie wird in der iranischen Provinz Yazd gesprochen.